# Allen F. Moore

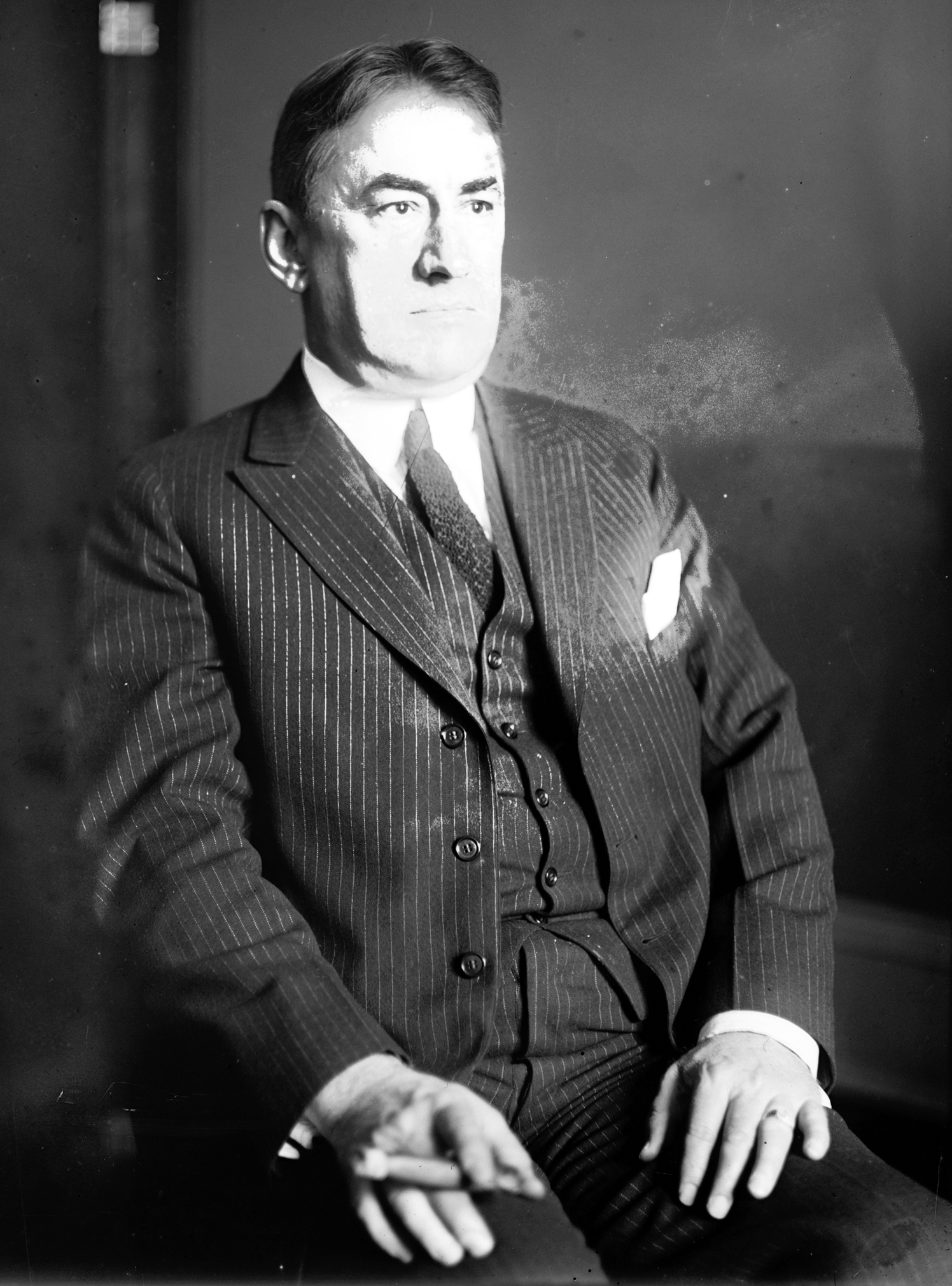
Allen F. Moore

Allen Francis Moore (* 30. September 1869 in St. Charles, Illinois; † 18. August 1945 in San Antonio, Texas) war ein US-amerikanischer Politiker. Zwischen 1921 und 1925 vertrat er den Bundesstaat Illinois im US-Repräsentantenhaus.

## Leben
Im Jahr 1870 zog Allen Moore mit seinen Eltern nach Monticello, wo er später die die öffentlichen Schulen und dann bis 1886 die Monticello High School besuchte. Danach setzte er seine Ausbildung bis 1889 am Lombard College in Galesburg fort. Anschließend stellte er zunächst Arzneien her. Danach arbeitete er im Bankgewerbe. Zwischen 1908 und 1914 war er Kurator der University of Illinois. Gleichzeitig schlug er als Mitglied der Republikanischen Partei eine politische Laufbahn ein.
Bei den Kongresswahlen des Jahres 1920 wurde Moore im 19. Wahlbezirk von Illinois in das US-Repräsentantenhaus in Washington, D.C. gewählt, wo er am 4. März 1921 die Nachfolge von William B. McKinley antrat. Nach einer Wiederwahl konnte er bis zum 3. März 1925 zwei Legislaturperioden im Kongress absolvieren. 1924 verzichtete er auf eine weitere Kandidatur. Im Jahr darauf war Moore Mitglied des Republican National Committee. Nach dem Ende seiner Zeit im US-Repräsentantenhaus nahm er seine früheren Tätigkeiten wieder auf. 1939 zog er nach San Antonio in Texas, wo er in der Ölbranche arbeitete. Er starb dort am 18. August 1945.